# Ministerstvo práce Spojených států amerických
Ministerstvo práce Spojených států (anglicky United States Department of Labor, zkráceně DOL ) je ministerstvo federální vlády USA na úrovni kabinetu odpovědné za bezpečnost práce, mzdové a hodinové sazby, podporu v nezaměstnanosti, služby v oblasti opětovného zaměstnávání a některé ekonomické statistiky. Ministerstvo vede ministr práce Spojených států. Ministerstva práce s analogickou agendou fungují i v mnoha státech USA .
Účelem ministerstva je zajišťovat, prosazovat a rozvíjet péči o pracující, uchazeče o práci a důchodce Spojených států, zlepšovat pracovní podmínky, propagovat výhodné pracovní příležitosti a zabezpečovat pracovní práva a výhody. K tomu ministerstvu slouží přes 180 federálních zákonů a tisíce federálních předpisů, jež se vztahují na pracovní aktivity zhruba 10 milionů zaměstnavatelů a 125 milionů pracovníků.
Sídlem ministerstva je budova Frances Perkinsové (Frances Perkins Building), pojmenovaná na počest Frances Perkinsové, která byla ministryní práce v letech 1933–1945. 
Od března 2025 je ministryní práce Lori Chavezová-DeRemerová.

## Historie ministerstva
Americký Kongres v roce 1884 nejprve vytvořil Odbor statistiky práce ke sbírání informací ohledně práce a zaměstnání. Tento odbor spadal pod Ministerstvo vnitra Spojených států amerických. Roku 1888 se odbor stal nezávislým ministerstvem práce (Department of Labor), avšak jeho vedoucí nebyl členem vlády.
V únoru 1903, kdy vzniklo Ministerstvo obchodu a práce, byl do něho začleněn i Department of Labor. Až v poslední den prezidentství Williama Howarda Tafta 4. března 1913 bylo zřízeno ministerstvo práce jakožto vládní ministerstvo. Vzniklo ze čtyři odborů (pracovní statistiky, imigrace, naturalizace a dětský) vyčleněných z ministerstva obchodu a práce, jehož zbytek byl přejmenován na ministerstvo obchodu. Vedením ministerstva práce byl presidentem Wilsonem pověřen William B. Wilson. V říjnu 1919 ministr Wilson předsedal prvnímu zasedání Mezinárodní organizace práce, i když Spojené státy ještě nebyly jejím členem.
V září 1916 vstoupil v platnost Federální zákon o kompenzacích zaměstnanců jenž zavedl kompenzace pracovníkům, kteří se zranili nebo onemocněli na pracovišti. Zákonem byla založena agentura, zodpovědná za kompenzace federálních pracovníků, která byl ve 40. letech převedena pod ministerstvo práce a je známá jako Úřad kompenzačních programů pracovníků.
Frances Perkinsová, první žena ve vládě Spojených států, byla jmenovaná ministryní práce prezidentem Rooseveltem 4. března 1933. V úřadu strávila 12 let a stala se nejdéle sloužícím ministrem práce Spojených států.
V roce 1967 prezident Lyndon Johnson neúspěšně usiloval o sloučení ministerstva obchodu a ministerstva práce.